# 达姆施塔特宫殿
达姆施塔特宫殿（Residenzschloss Darmstadt）通称城市宫殿（Stadtschloss），是原黑森-达姆施塔特伯国以及1806至1919年黑森-达姆施塔特大公国的宫殿和行政中心。今天，这座宫殿位于黑森州达姆施塔特的中心，从西部通向城里的莱茵大街的东端。

## 历史
宫殿起源于卡策内尔恩博根（Katzenelnbogen）时期。13世纪中叶，卡策内尔恩博根伯爵在达姆施塔特建造一个护城河环绕的城堡。1330年达姆施塔特获得城市权，一年后，宫殿被第一次提及。接下来的两个世纪中，卡策内尔恩博根伯爵多次重建宫殿。
在1944年9月11日至12日的达姆施塔特空袭火灾之夜，宫殿被烧毁，仅存外墙。通过二十年的修复，已基本恢复了战前的外部细节。

Bilder von Teilen des alten Schlosses
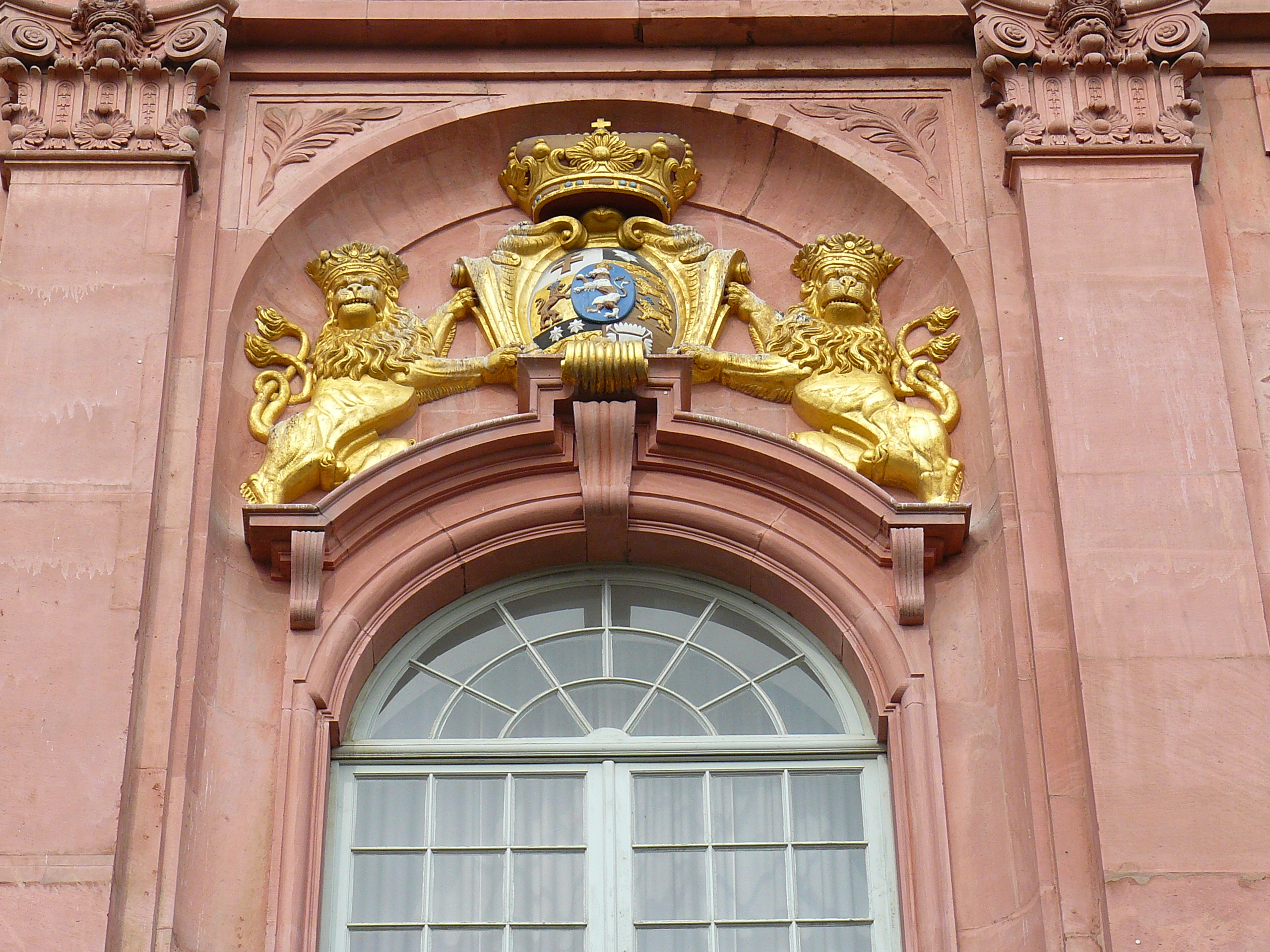
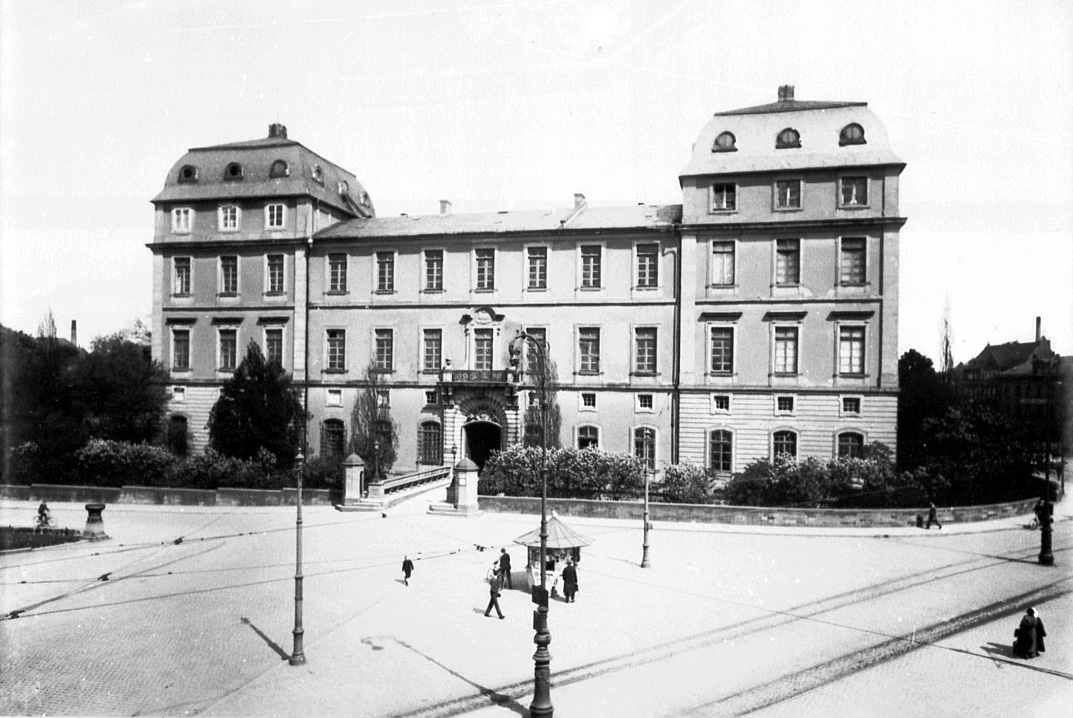
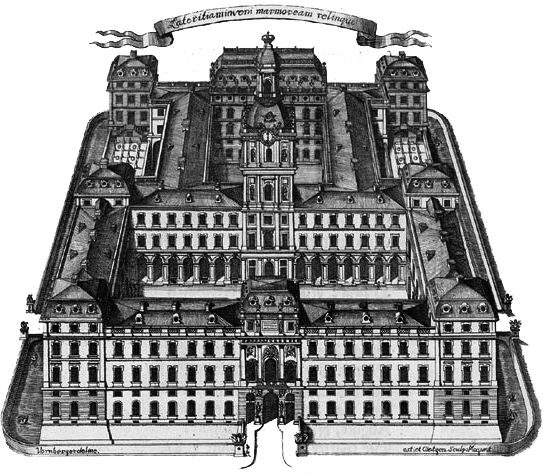
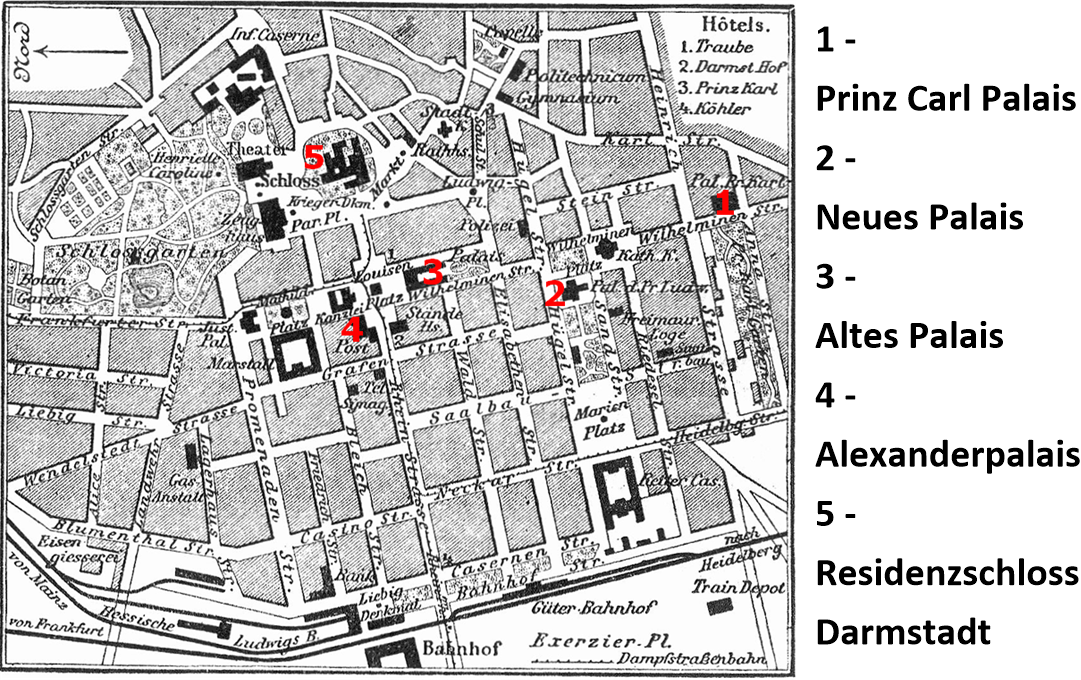
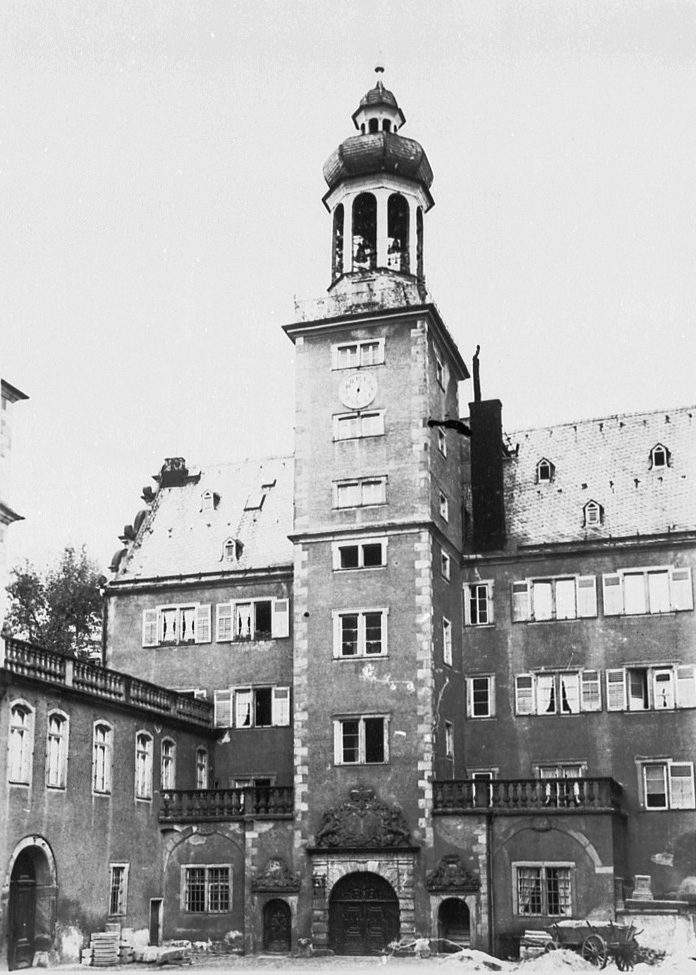
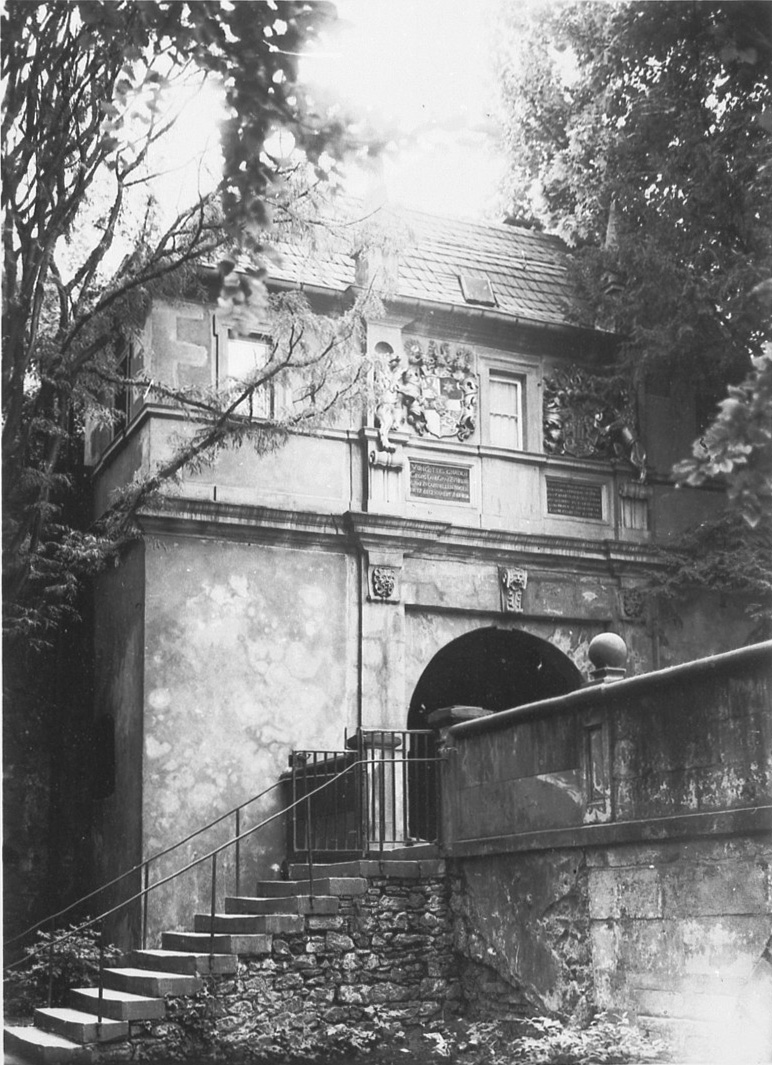
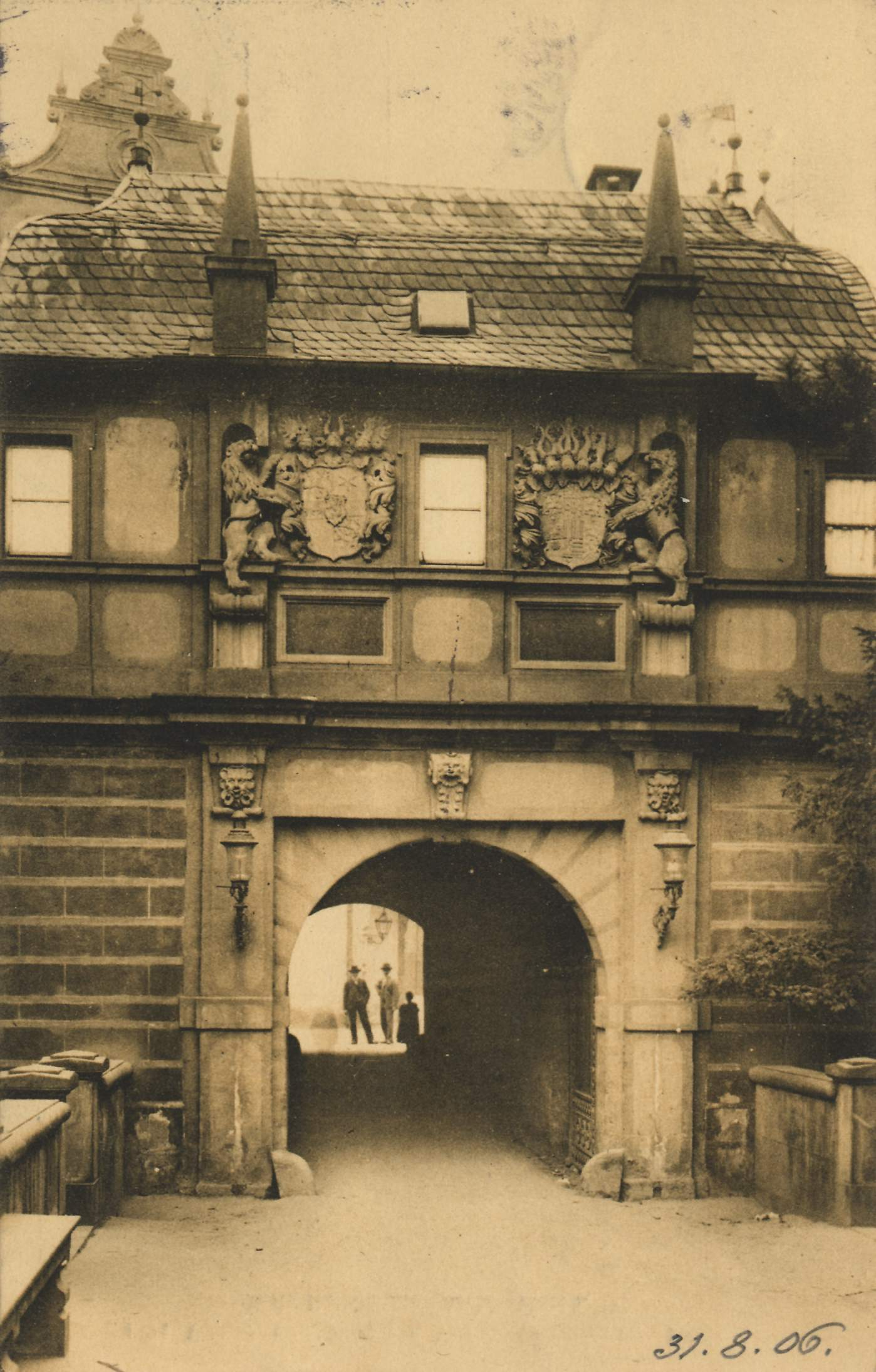
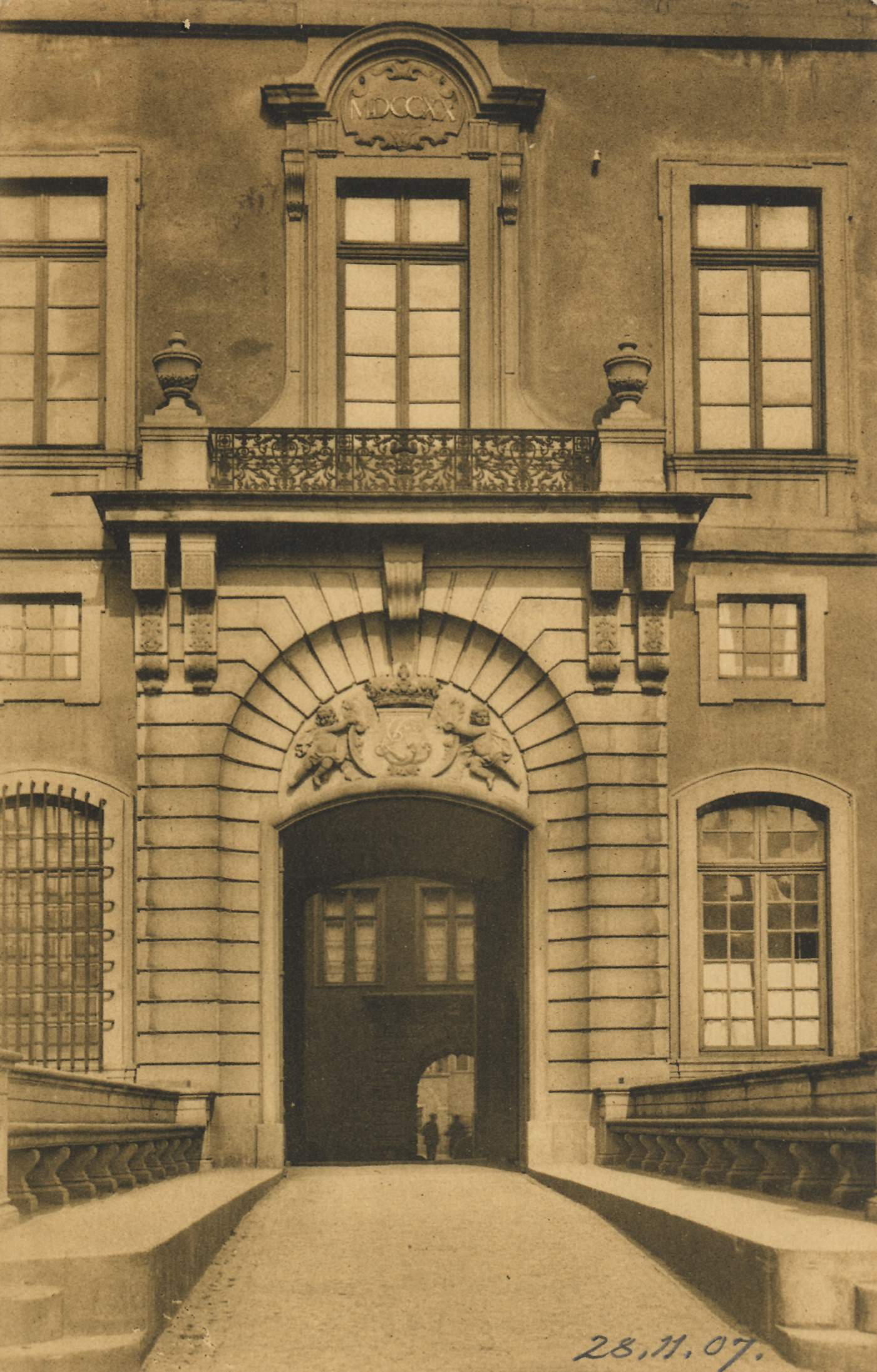
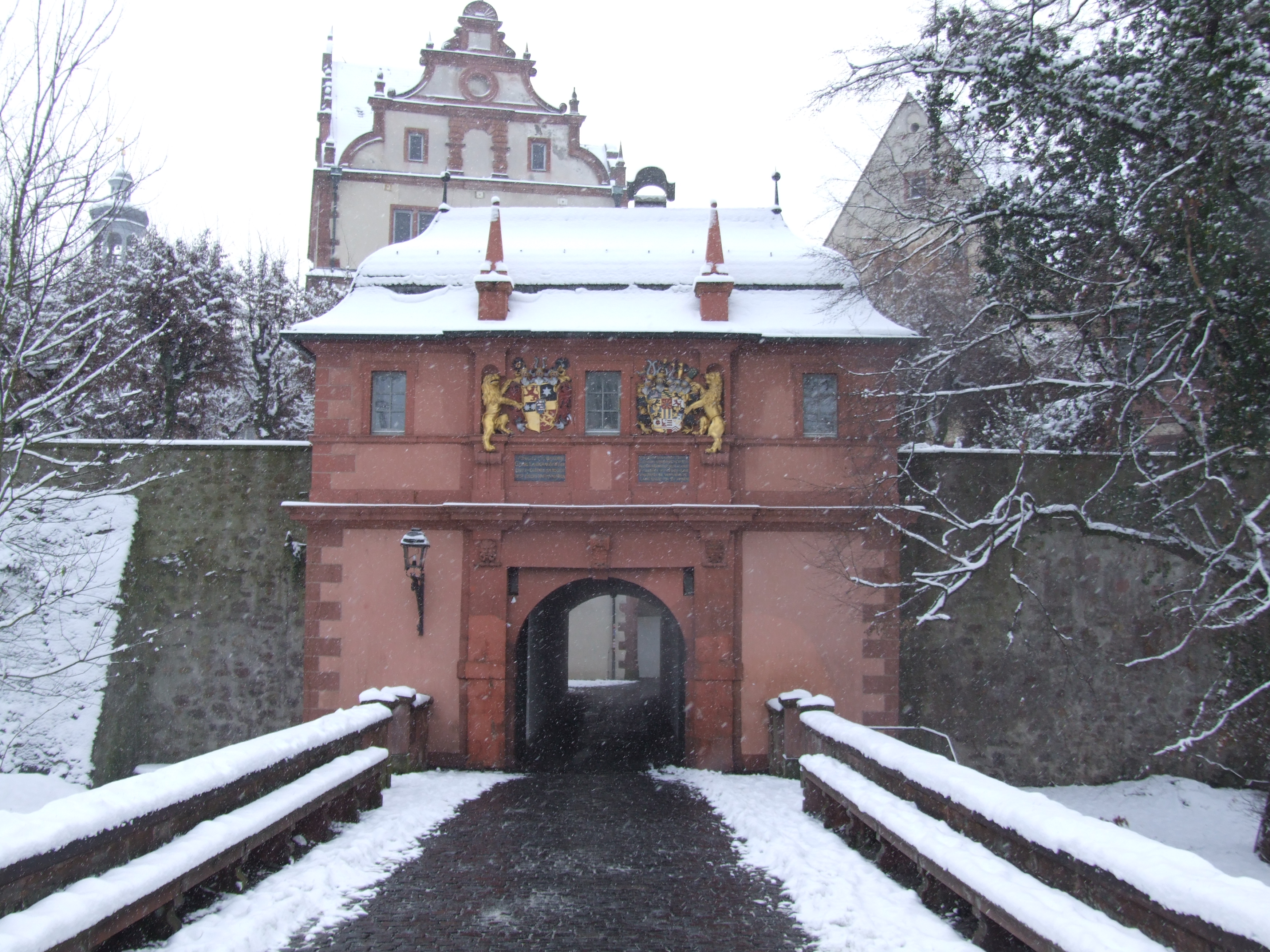
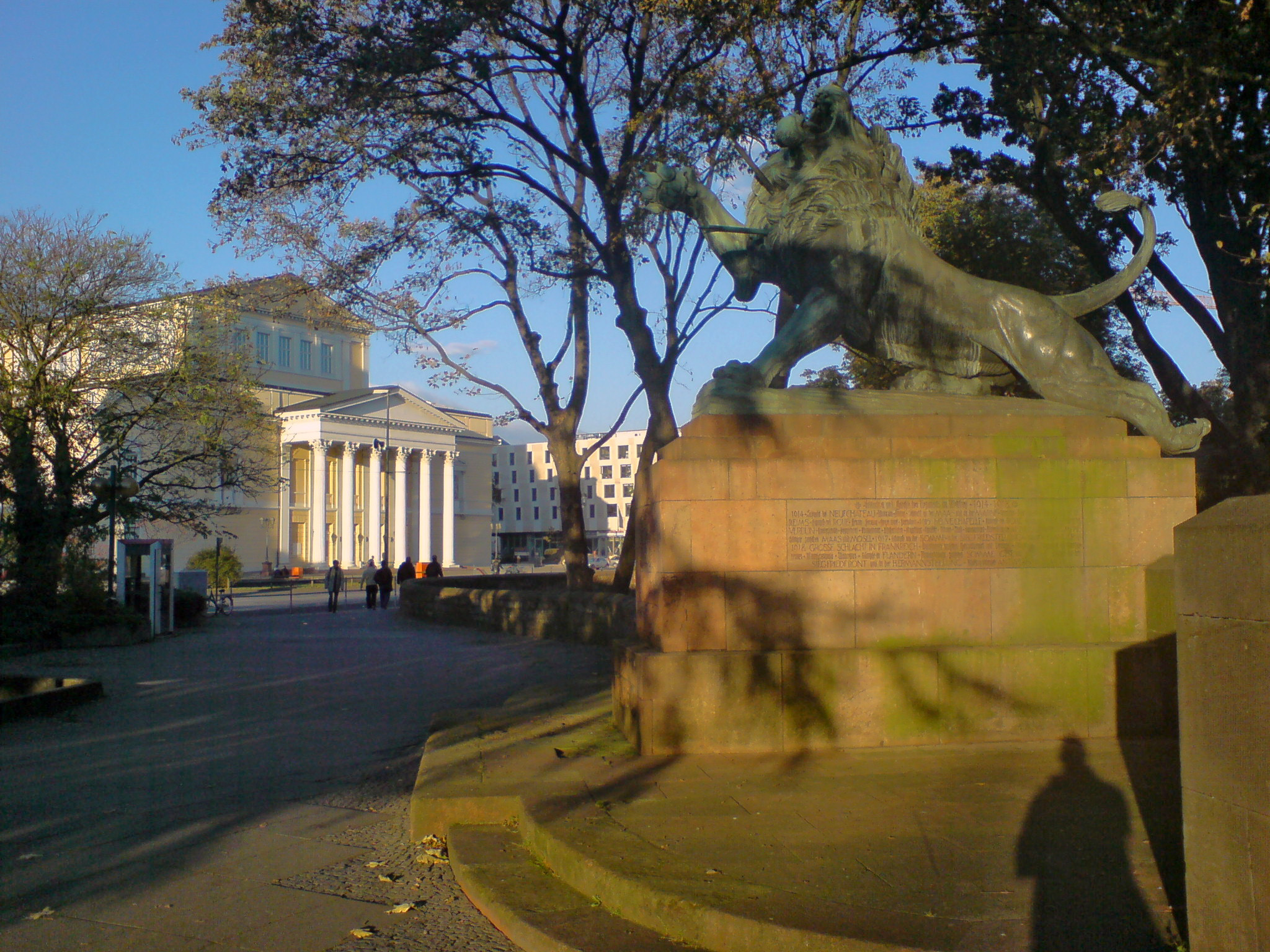
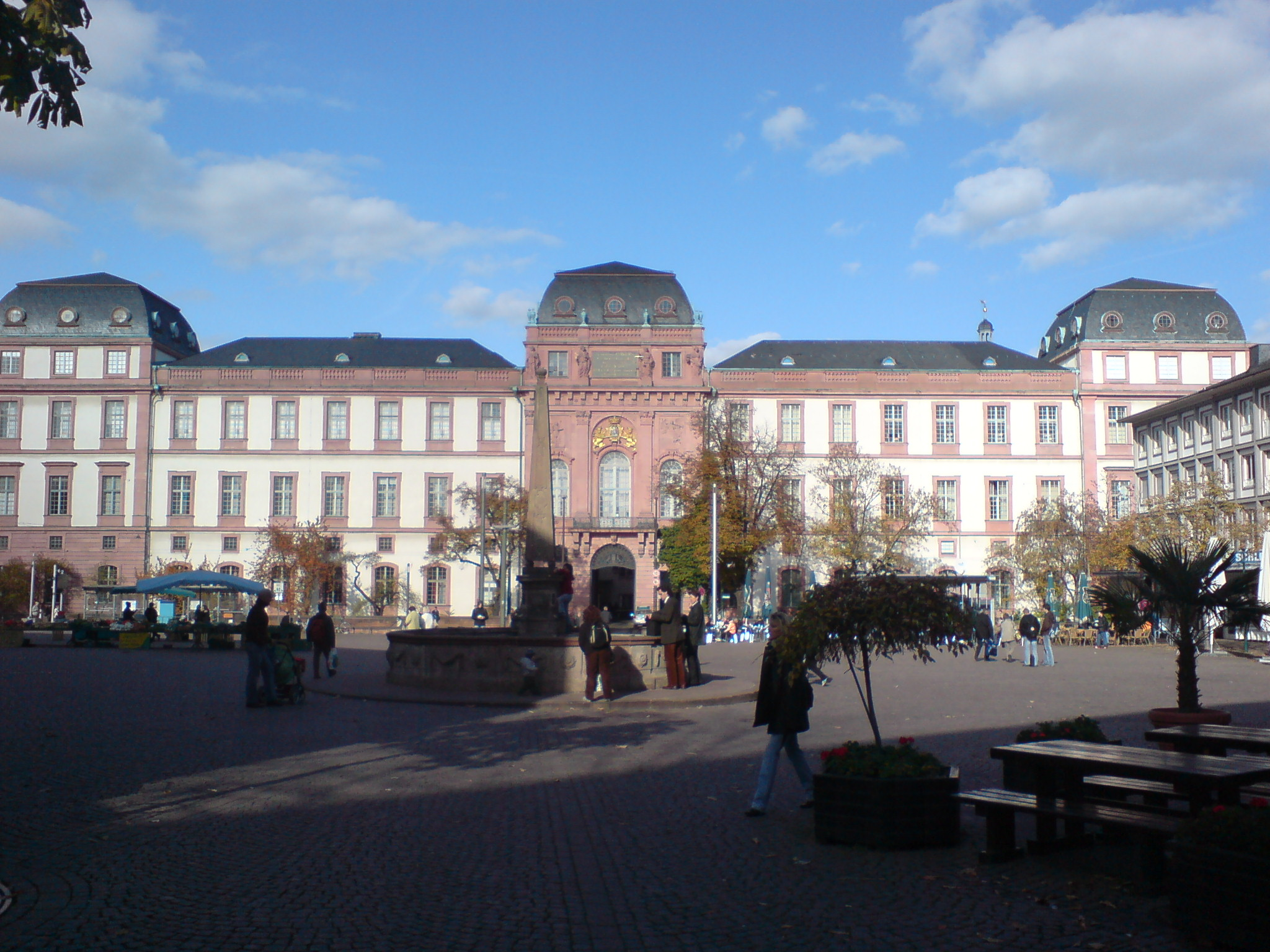
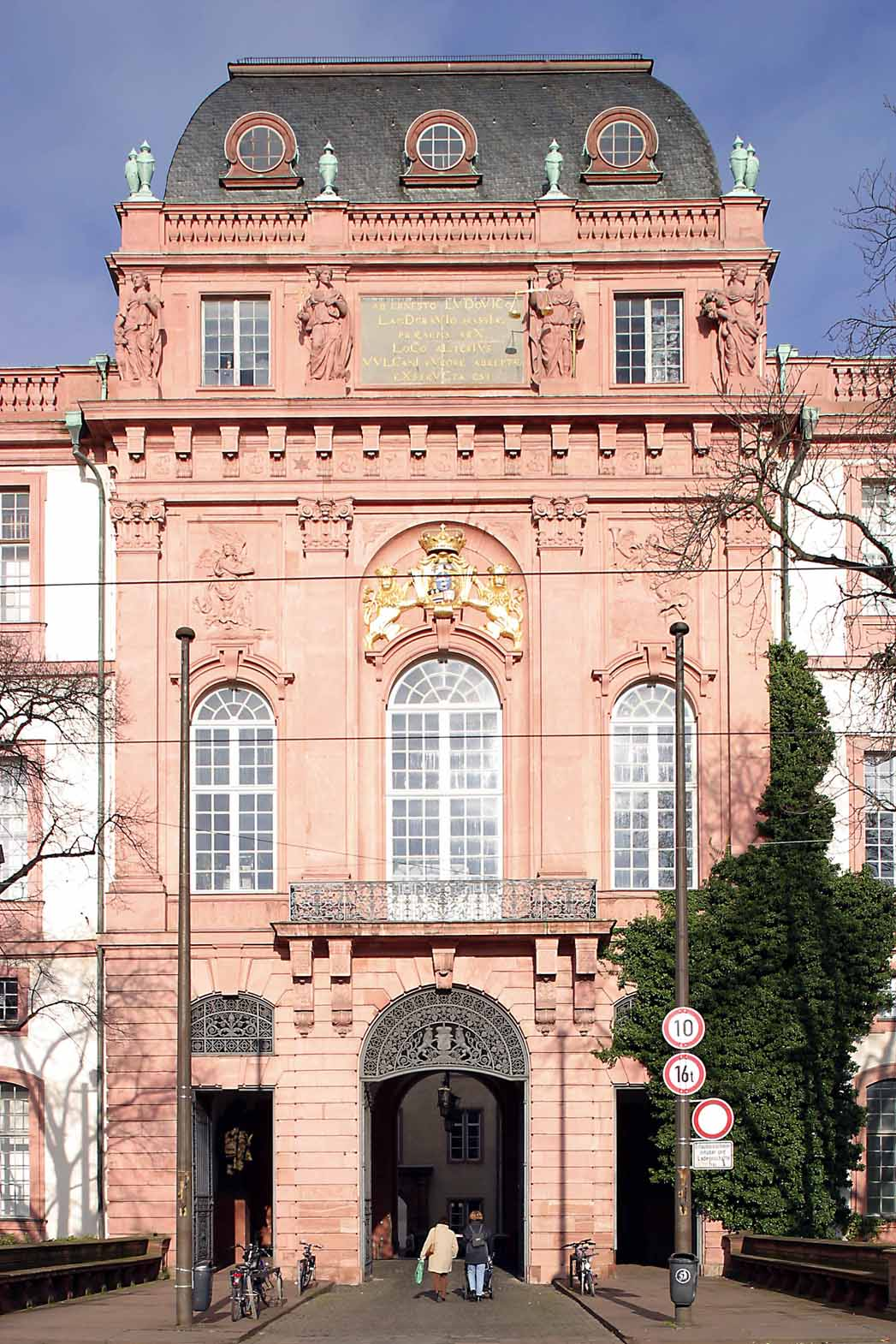
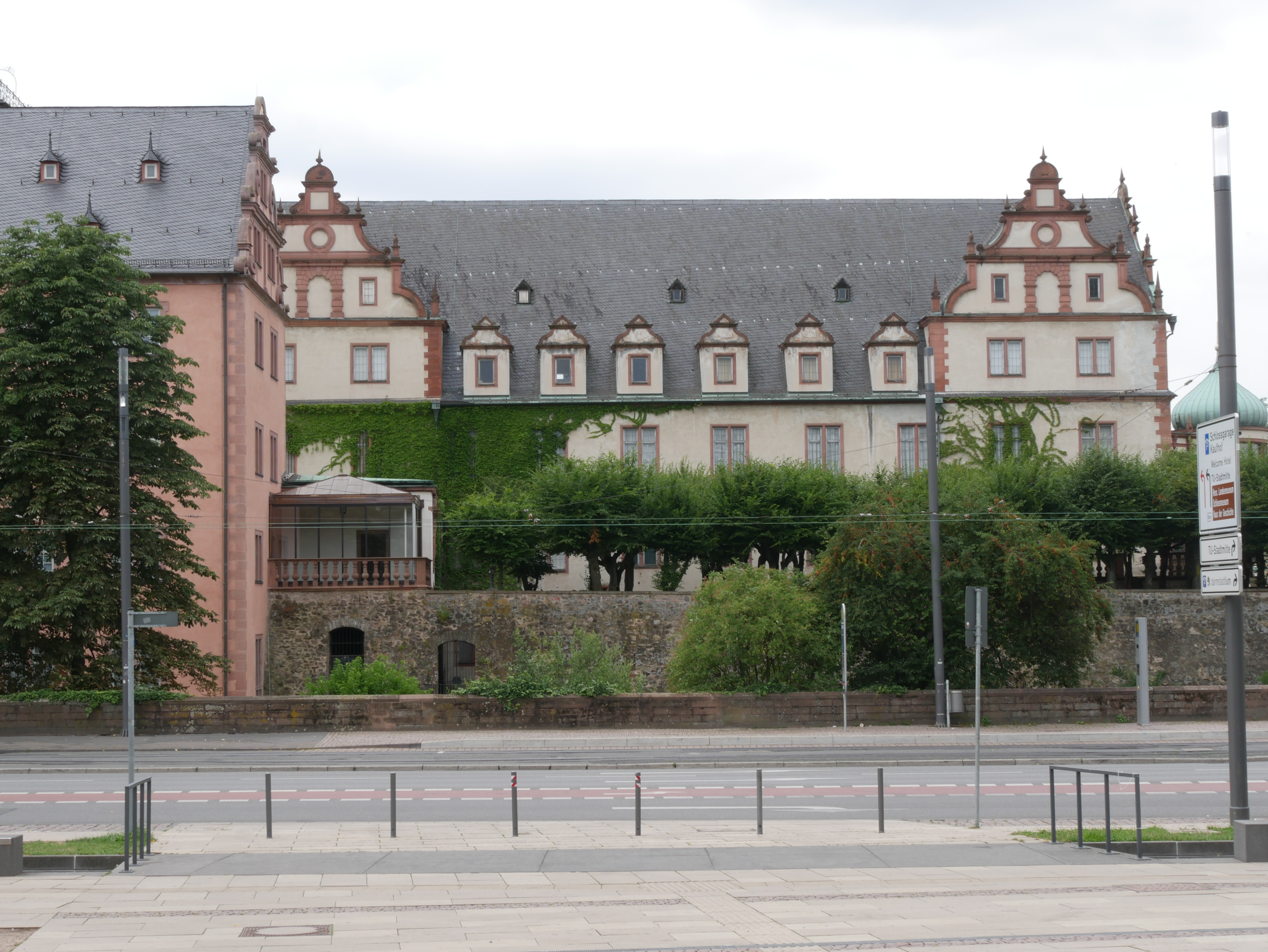
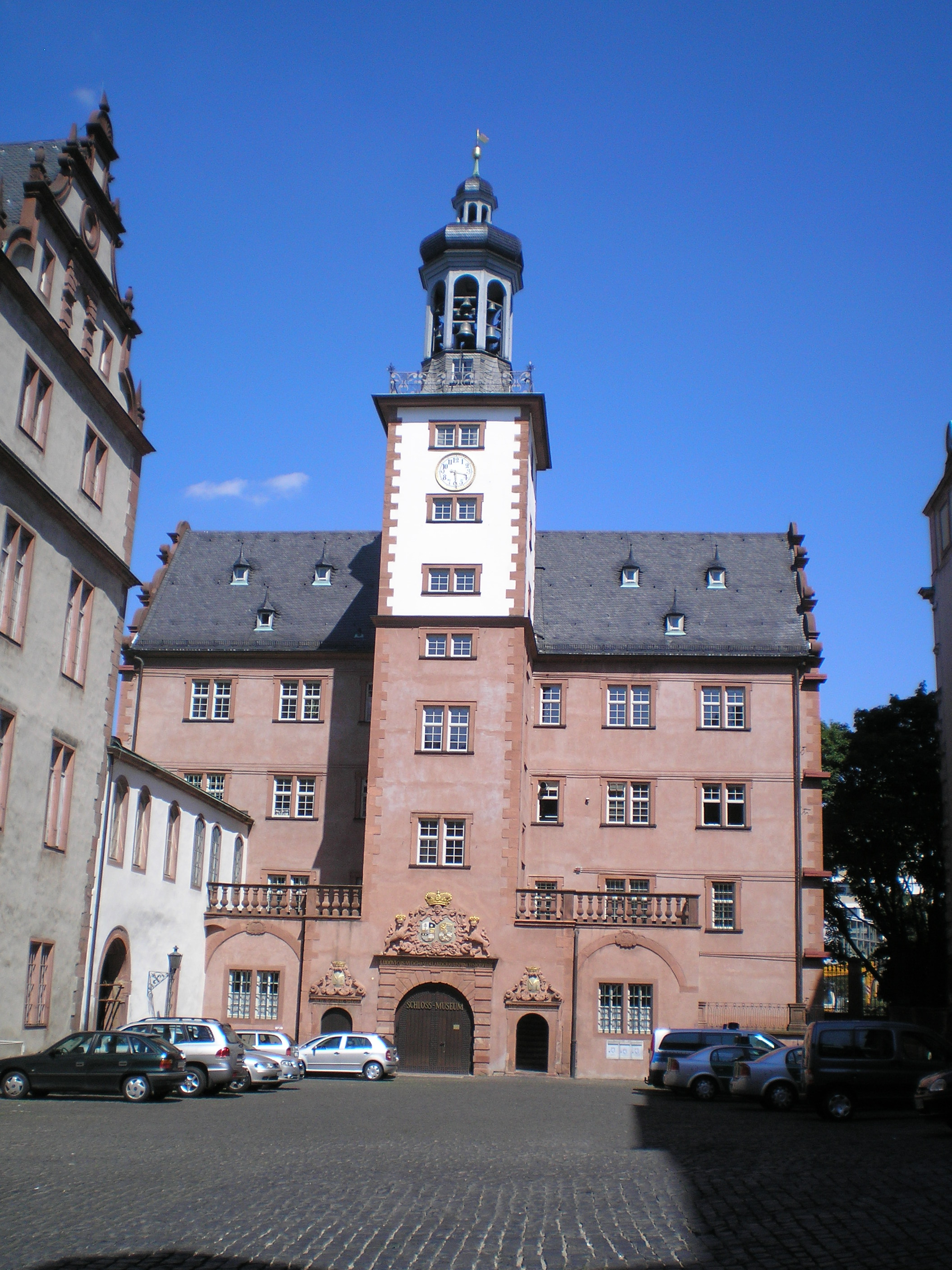
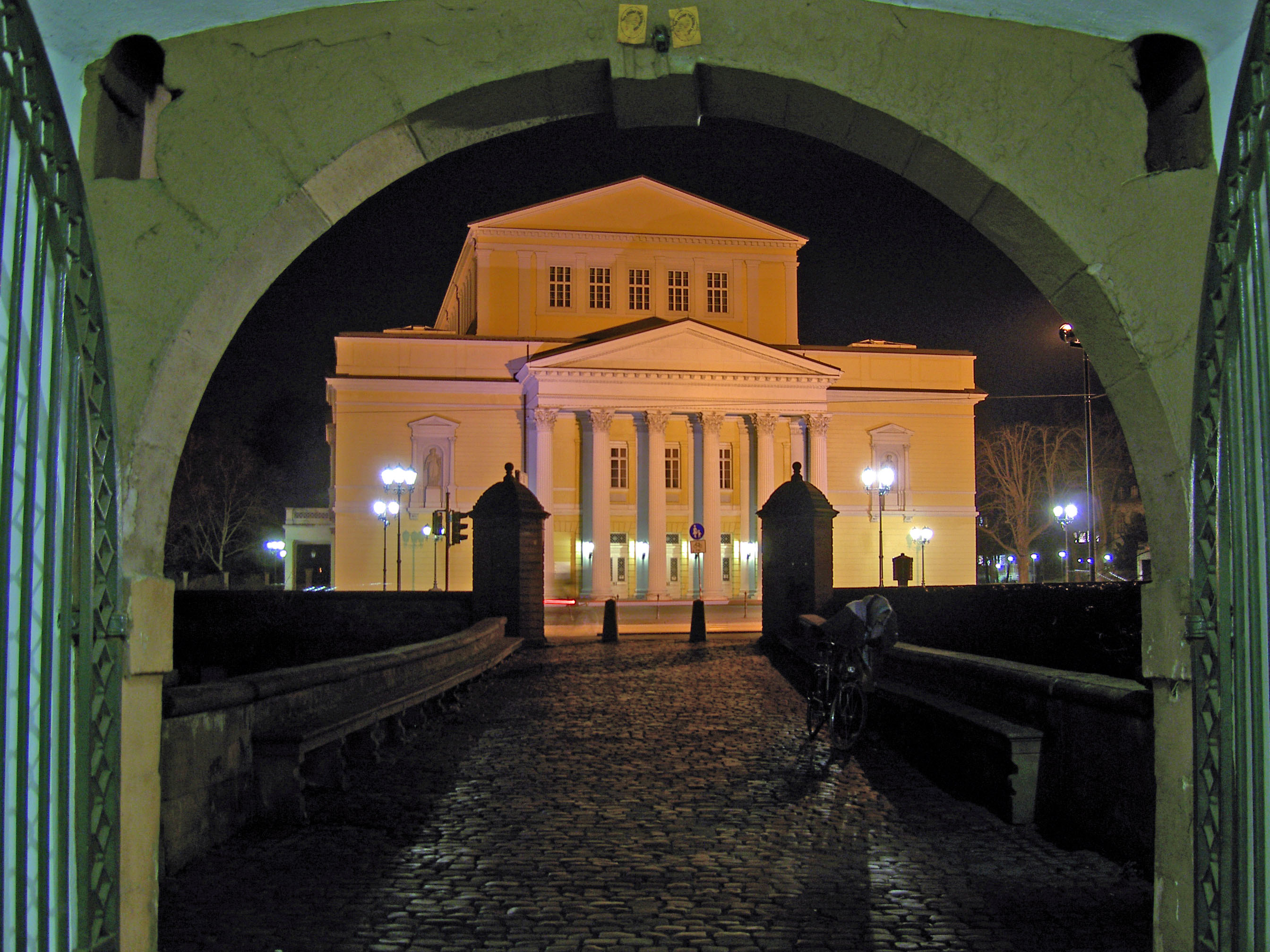
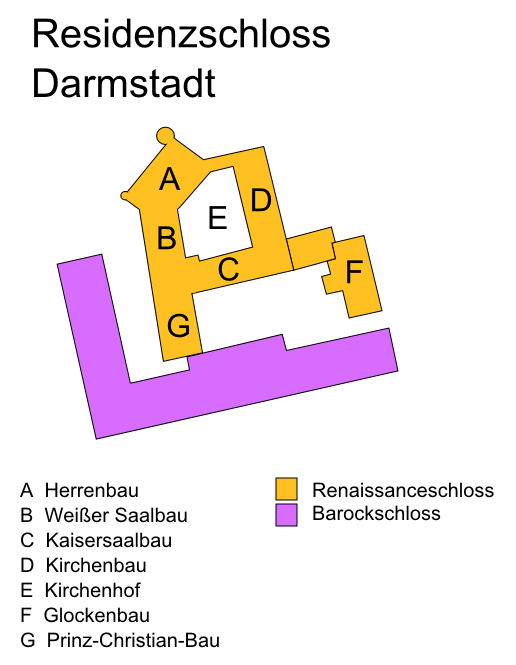
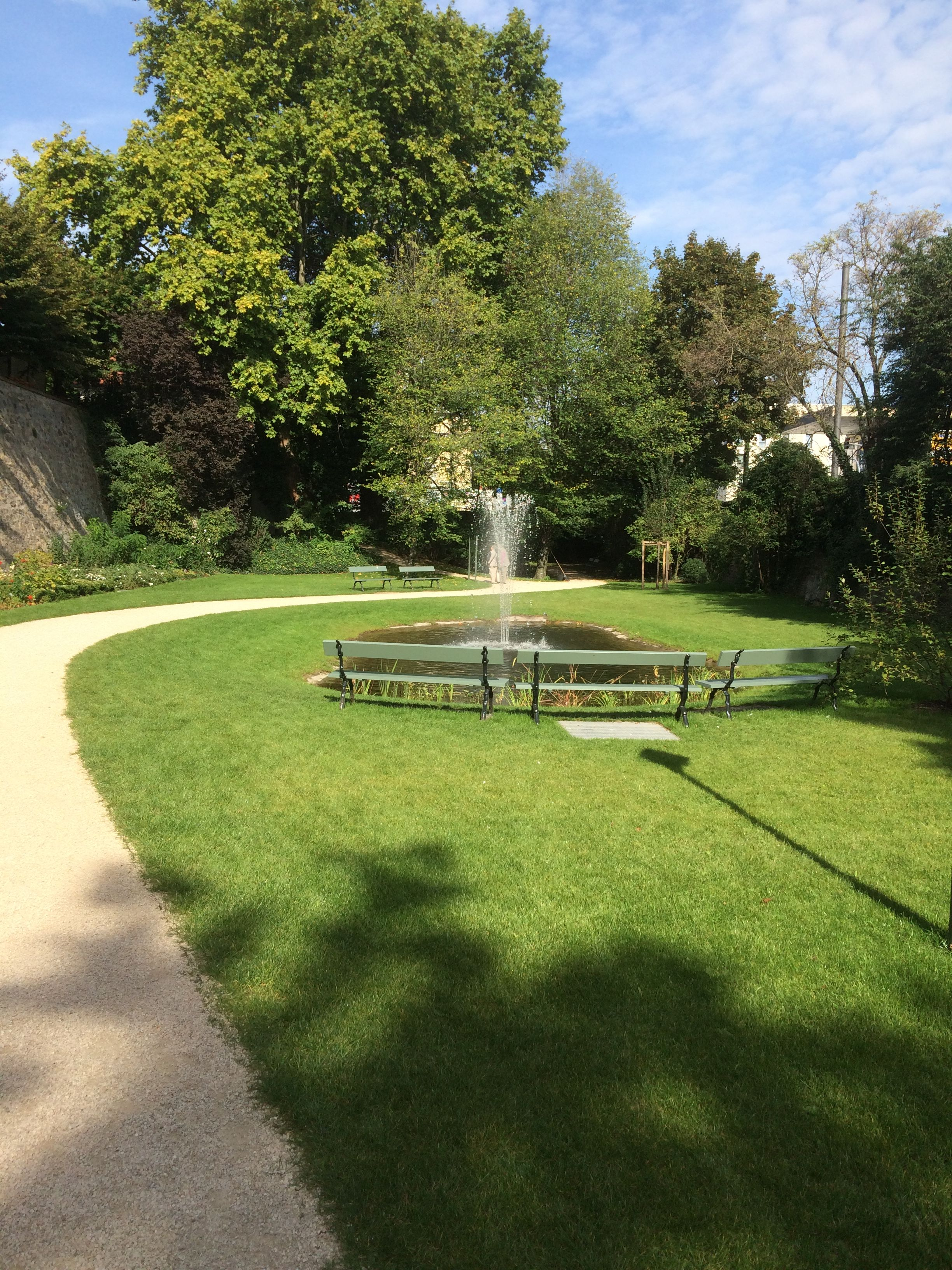

今天的宫殿由相互垂直的两翼组成，呈S形平面。东翼单层，西翼扩建两层。钟楼高约39米。
该城堡目前设有：
- 达姆施塔特工业大学
- 1924年成立的宫殿博物馆
- 德国波兰协会（Deutsches Polen-Institut）
- 宫殿花园（Schlossgarten）
- 地窖俱乐部（Keller-Klub）

直到2004年，小汉斯·霍尔拜因的达姆施塔特圣母像都保存在宫殿博物馆。